# Pictures in the Dark
Pictures in the Dark – piosenka napisana przez Mike’a Oldfielda, wydana jako singel w 1985 roku. Utwór wykonywany jest przez Anitę Hegerland, Aleda Jonesa, Barry'ego Palmera oraz samego Mike’a Oldfielda. Tekst piosenki dotyczy snów, ich siły i magii w nich zawartej.
Teledysk do piosenki jest pierwszym stworzonym samodzielnie przez muzyka. Na ekranie przewijają się postacie wokalistów (z wyjątkiem Barry'ego Palmera, którego jednak wyraźnie słychać w partii chórków). Oprócz tego do czynienia mamy z wirtualnymi pomieszczeniami stworzonymi komputerowo.

## Spis utworów

### Wersja 7'
1. „Pictures in the Dark” (extended version) – 4:18
2. „Legend” – 2:24

### Wersja 12”
1. „Pictures in the Dark” (extended version) – 5:54
2. „Legend” – 2:24
3. „The Trap” - (2:37)